# تشاكان حسين أباد (زاز الشرقي)
تشاکان حسین أباد (بالفارسية: چکان حسین‌آباد) هي قرية تقع في إيران في قسم زاز الشرقي الریفي. يقدر عدد سكانها بـ 68 نسمة بحسب إحصاء 2016.